# Scripturae sacrae affectus
Scripturae Sacrae affectus (česky Úcta k Písmu svatému) je apoštolský list papeže Františka vydaný 30. září 2020 u příležitosti šestnáctistého výročí úmrtí sv. Jeronýma.